# 油麻地北
油麻地北（英語：Yau Ma Tei North，代號E16）曾是香港油尖旺區議會下轄的選區，2015年設立，2023年取消，末任區議員為獨立民主派人士林健文。

## 範圍
選區位於橫跨油麻地旺角的廣華醫院一帶，現時由豉油街、東鐵綫、窩打老道、彌敦道、碧街、廣東道、登打士街、通菜街所包圍，包括幸運大廈、鴻威大廈、金聲樓、翠園大樓、仁安大廈等單棟式私人住宅大廈。與其相連的選區有尖東及京士柏、油麻地南、富榮、旺角西、旺角南，投票站設於廣華醫院旁的東華三院羅裕積小學。

## 沿革
第一代油麻地北選區於1982年至1994年使用，是現有油麻地南選區前身，現有的油麻地北選區屬第二代。而1982年至1994年間，由於登打士街是當時旺角區和油尖區的分界，本選區一帶當時分散在旺角區旺角南和油尖區油麻地東選區內。1994年至2015年間，本選區一帶則主要屬於京士柏選區。
2015年區議會選舉，選管會以原有京士柏選區人口過多而劃出廣華醫院附近為油麻地北選區，而其餘京士柏範圍則與尖東商業區合併成立為尖東及京士柏選區，由於京士柏與尖東商業區路程甚遠，有關劃界被指破壞社區連繫。
當時人口估算約17,859人，其中有6,332位選民，香港民主民生協進會成員林健文由京士柏選區轉到本區競逐連任，對手是工聯會成員文潤華，最終林健文以1,682票大勝689票的文潤華。然而2016年立法會選舉後，由於民協未能獲得任何席位，加上數據顯示本區民協得票流向其他名單，林健文退出民協以示負責，並與其他民主派合作地區事務。
2019年區議會選舉，林健文取得超過三份二選票打敗工聯會所支持的李文傑成功連任。2020年基於泛民主派於油尖旺區議會過半，林健文獲泛民主派推舉為油尖旺區議會主席。
油麻地北選區隨着2023年選舉改革被撤銷，與尖沙咀西、九龍站、佐敦西、油麻地南、富榮、尖東及京士柏、佐敦北、佐敦南及尖沙咀中選區合併為油尖旺南選區。

## 歷屆議員
| 屆別           | 議員   | 政治聯繫 | 政治聯繫  |
| -------------- | ------ | -------- | --------- |
| 2016年－2019年 | 林健文 |          | 民協→獨立 |
| 2020年－2023年 | 林健文 | 獨立     |           |

## 歷屆選舉結果
| 政党   | 政党       | 候选人    | 票数  | %     | ±     |
| ------ | ---------- | --------- | ----- | ----- | ----- |
|        | 獨立民主派 | 1. 林健文 | 2,573 | 67.42 | -3.52 |
|        | 工聯會     | 2. 李文傑 | 1,243 | 32.58 | +3.52 |
| 多数票 | 多数票     | 多数票    | 1330  | 34.84 | -7.04 |

| 政党   | 政党   | 候选人    | 票数  | %     | ±      |
| ------ | ------ | --------- | ----- | ----- | ------ |
|        | 工聯會 | 1. 文潤華 | 689   | 29.06 | 新選區 |
|        | 民協   | 2. 林健文 | 1,682 | 70.94 | 新選區 |
| 多数票 | 多数票 | 多数票    | 993   | 41.88 | 新選區 |